# Белькастель-э-Бюк
Белькасте́ль-э-Бюк (фр. Belcastel-et-Buc) — коммуна во Франции, находится в регионе Лангедок — Руссильон. Департамент коммуны — Од. Входит в состав кантона Сент-Илер. Округ коммуны — Лиму.
Код INSEE коммуны — 11029.

## Население
Население коммуны на 2008 год составляло 68 человек.
| 1962 | 1968 | 1975 | 1982 | 1990 | 1999 | 2008 |
| ---- | ---- | ---- | ---- | ---- | ---- | ---- |
| 41   | 55   | 61   | 63   | 62   | 58   | 68   |

## Экономика
В 2007 году среди 44 человек в трудоспособном возрасте (15—64 лет) 30 были экономически активными, 14 — неактивными (показатель активности — 68,2 %, в 1999 году было 53,8 %). Из 30 активных работали 26 человек (14 мужчин и 12 женщин), безработных было 4 (2 мужчин и 2 женщины). Среди 14 неактивных 1 человек был учеником или студентом, 5 — пенсионерами, 8 были неактивными по другим причинам.